# Oncostemum macrocarpum
Oncostemum macrocarpum är en viveväxtart som beskrevs av Joseph Marie Henry Alfred Perrier de la Bâthie. Oncostemum macrocarpum ingår i släktet Oncostemum och familjen viveväxter. Utöver nominatformen finns också underarten O. m. hexamerum.